# اتاق سفید
اتاق بی‌عیب‌ونقص یا اتاق سفید (به انگلیسی: The Immaculate Room) یک فیلم دلهره‌آور و داستان روان‌شناختی آمریکایی محصول سال ۲۰۲۲ به نویسندگی و کارگردانی موکوندا مایکل دیویل است. در این فیلم امیل هرش، کیت باسورث، اشلی گرین و ام. امت والش به ایفای نقش پرداخته‌اند.

## داستان
دربارهٔ زوجی به ظاهر کامل است که در یک آزمایش روانشناختی شرکت می‌کنند که اگر بتوانند ۵۰ روز در یک اتاق کاملا سفید بمانند، ۵ میلیون دلار به دست خواهند آورد.

## تولید
تصویربرداری اصلی در ۱۶ دسامبر ۲۰۲۰ آغاز شد، و در ۲۶ ژانویه ۲۰۲۱ به پایان رسید.

## انتشار فیلم
این فیلم اولین نمایش جهانی خود را در جشنواره فیلم ماموت در ۳ فوریه ۲۰۲۲ داشت. در ۱۸ فوریه، اسکرین مدیا فیلمز حقوق پخش فیلم را به دست آورد.